# Горн (мыс)
Мыс Горн (нидерл. Kaap Hoorn, исп. Cabo de Hornos) — крайняя южная точка архипелага Огненная Земля, расположенная на острове Горн. Под мысом Горн часто понимают южную оконечность Южной Америки.
Мыс Горн не является самой южной точкой Южной Америки — ни как континента, ни как части света. Примерно в 100 км к юго-западу от мыса Горн расположена группа небольших островов Диего-Рамирес, которые и являются самой южной точкой Южной Америки как части света. Самая же южная континентальная точка — мыс Фроуард на полуострове Брансуик.

## География
Мыс Горн расположен на острове Горн в проливе Дрейка, разделяющем Южную Америку и Антарктиду.

### Ветер

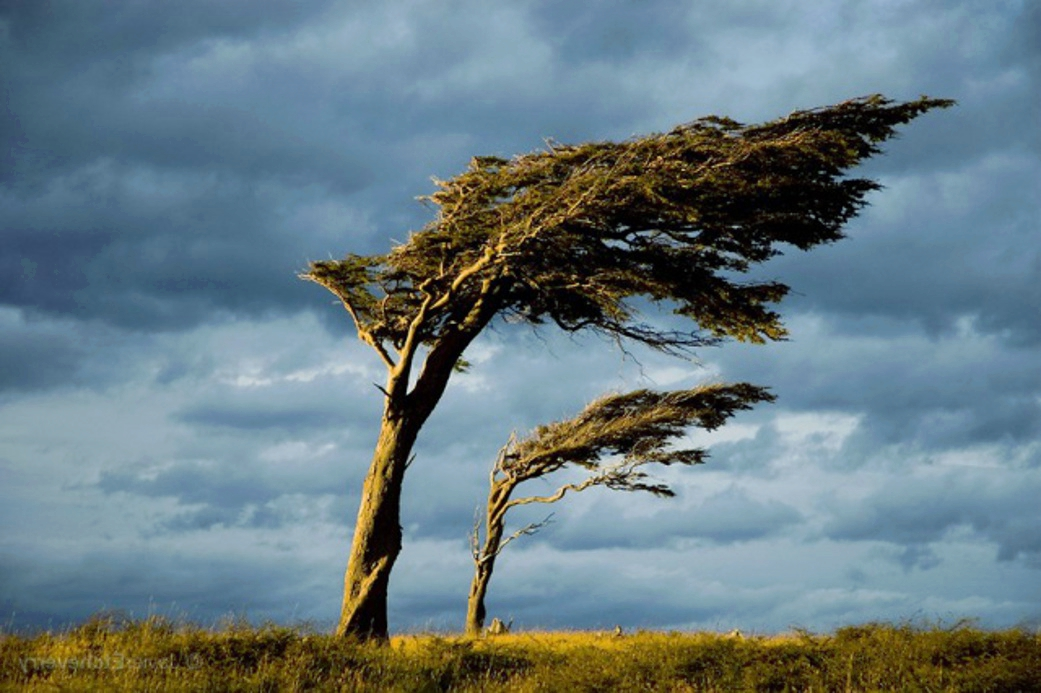
Деревья изогнуты постоянным ветром, дующим с запада на восток

Сильный ветер на мысе Горн, дующий всегда с запада на восток, является частью Западных ветров умеренного пояса и образует течение Западных Ветров. Моряки, огибающие мыс Горн и спускающиеся ниже 50-й широты, прозвали их «неистовые пятидесятые».

### Течения
Течение мыса Горн — часть течения Западных Ветров, направлено с запада на восток из Тихого океана в Атлантический, скорость в поверхностном слое от 1 до 4 км/ч. Холодное течение мыса Горн охватывает поверхностные слои воды и несет айсберги.

## История
Открыт 29 января 1616 года голландскими мореплавателями Якобом Лемером и Виллемом Схаутеном. Назван по имени родного города Схаутена — Хорна.

## Климат
Климат на мысе ровный — температура в течение года колеблется от −2 °C до +14 °C. Погода в основном ветреная и пасмурная. Осадки выпадают в большом количестве в течение всего года. 300 дней в году идет дождь и дует сильный ветер.

## Достопримечательности
На мысе расположен знаменитый маяк. Команда маяка состоит всего из нескольких человек.

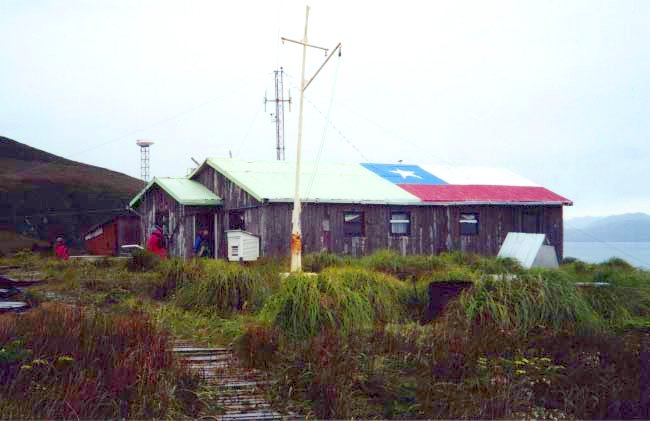
Одно из зданий чилийского маяка на Мысе Горн

## В искусстве и культуре
- Мысу посвящено множество произведений литературы. Одно из самых известных — «Кораблекрушение „Джонатана“» Жюля Верна.
- Во время кругосветных регат моряки почти всегда огибают мыс Горн (если маршрут проложен не через Панамский канал), что является одной из знаковых точек всего плавания.
- Знаменитый новозеландский яхтсмен сэр Питер Блейк сказал: «Если вы понимаете историю, если вы любите корабли, то слова „обогнуть мыс Горн“ значат для вас много» (англ. If you understand history, if you like ships, to go around Cape Horn means a lot).[7]
- В книге «Великий час океанов», французский писатель Жорж Блон так описывает Мыс Горн: «Обогнуть мыс Горн с запада на восток менее сложно, чем в обратном направлении, потому что всегда, особенно зимой, дуют попутные ветры, но они гонят нас пинками в зад и дубинками по шее, поливая к тому же тоннами ледяной воды. Яростные „пятидесятые“ мыса Горн столь же непримиримы, как и „ревущие сороковые“. Несколько часов сумрачного дня со свинцовыми тучами, скрывающими горизонт, а потом бесконечная ночь, когда столбик термометра падает до пятнадцати-двадцати градусов ниже нуля. В этом мрачном хаосе скользят громадные айсберги, оторвавшиеся от антарктических льдов».[5]
- «И Дрейк добрался до мыса Горн, и Англия стала империей» — строки Р. Киплинга (стихотворение «Песнь мёртвых»).[8]